# Citadel van Dinant

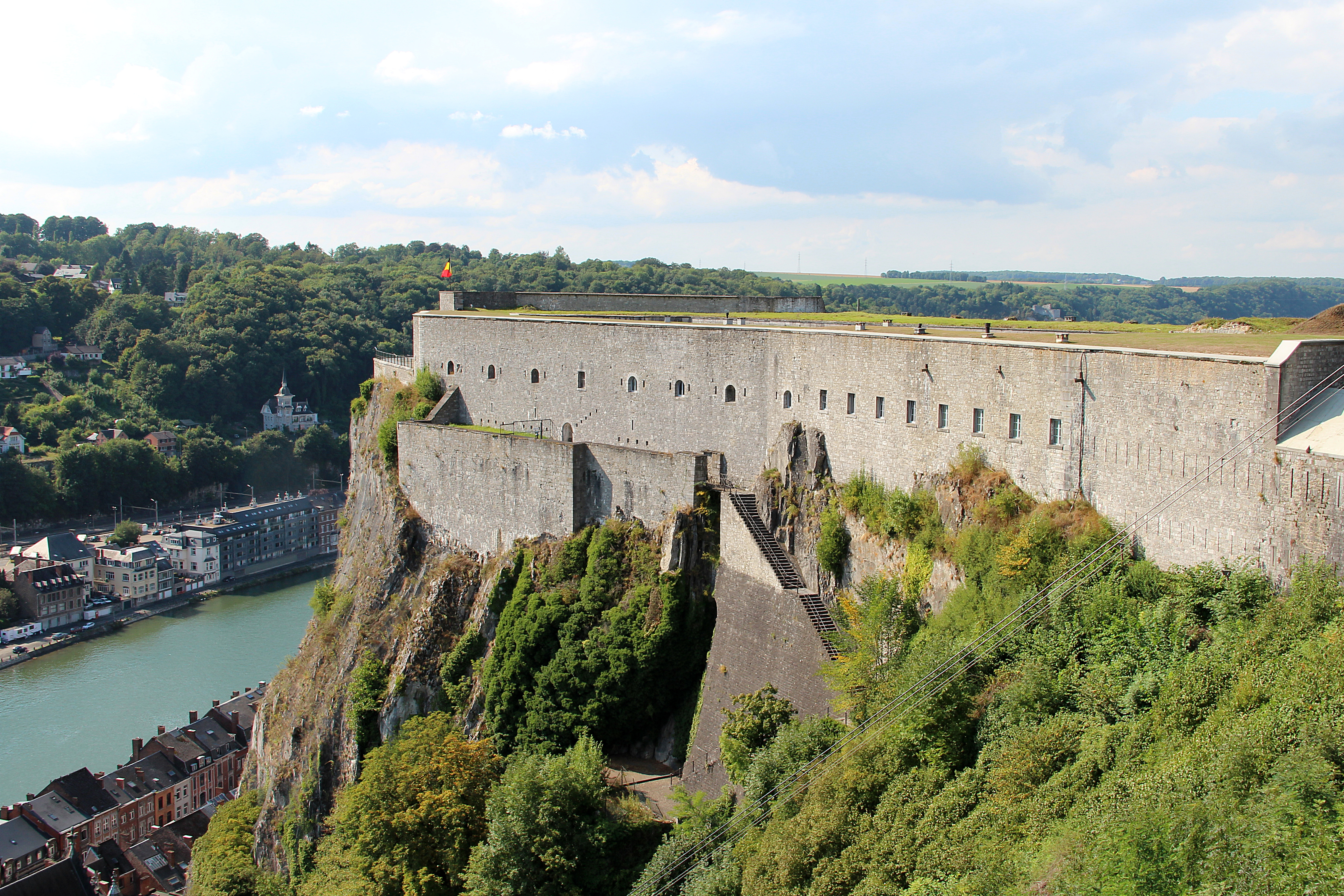
Zuidkant van de citadel van Dinant

De citadel van Dinant is een citadel in de Belgische stad Dinant. De citadel is gebouwd  vlak bij een rots, vlak bij het stadscentrum, 100 meter hoger dan het wateroppervlak van de Maas. In de citadel is sinds het einde van de Tweede Wereldoorlog een historisch en wapenmuseum gevestigd. De toegang tot de citadel wordt onder meer verzekerd door een kabelbaantje.

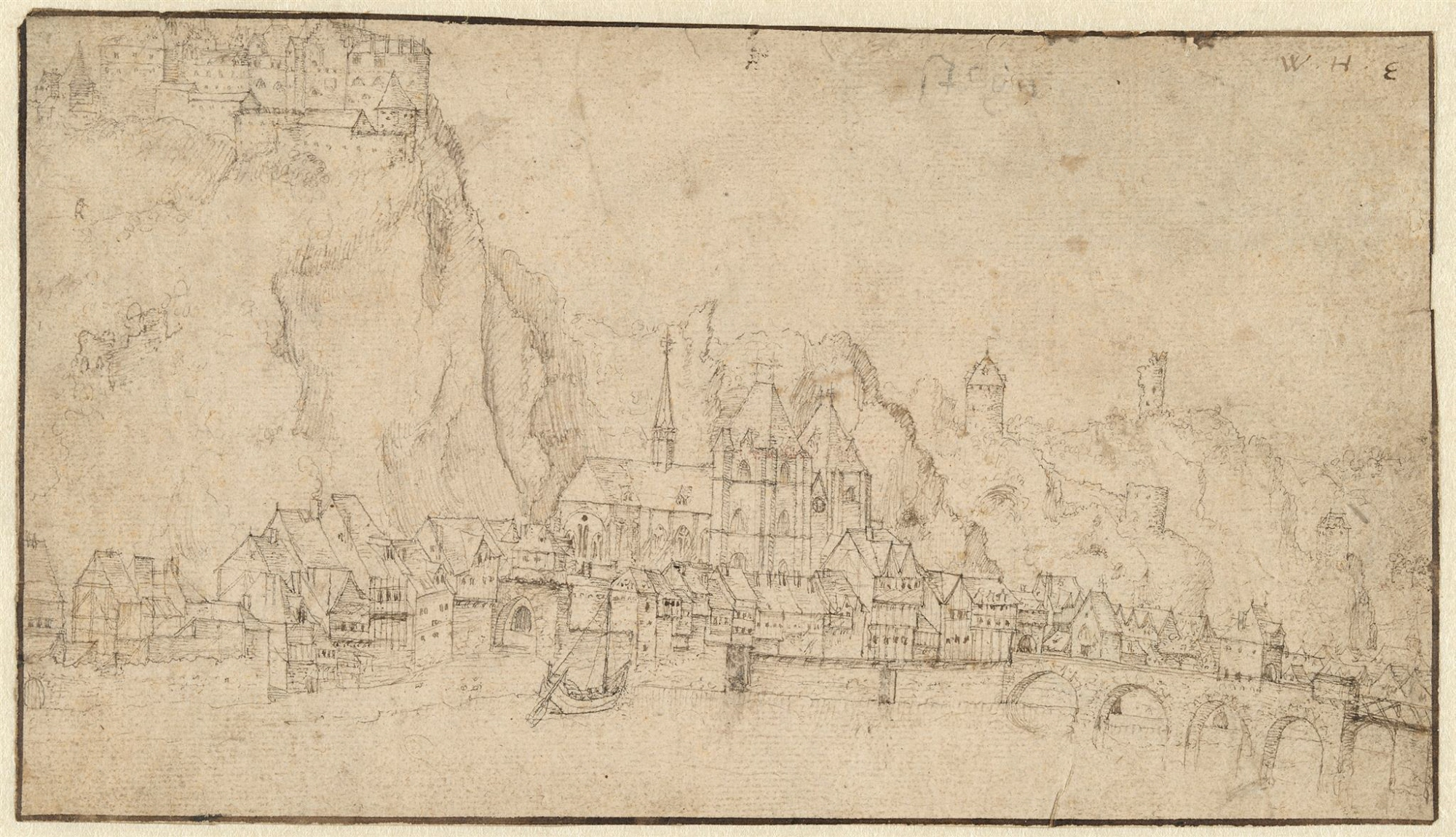
Het kasteel na de herstellingen van 1530 op een schets toegeschreven aan Herri met de Bles

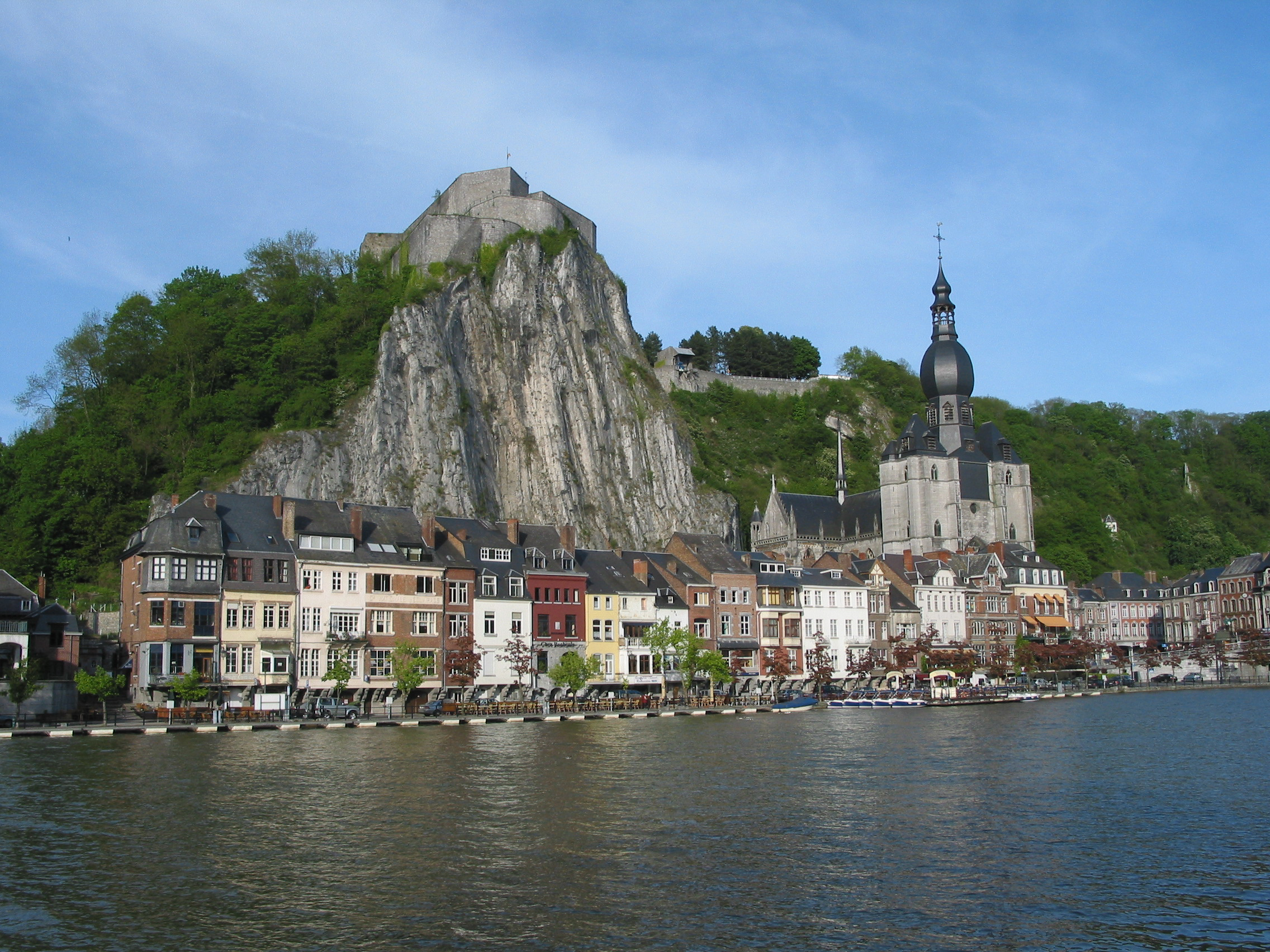
De Maas, het stadscentrum met de kerk en boven op de rots de citadel

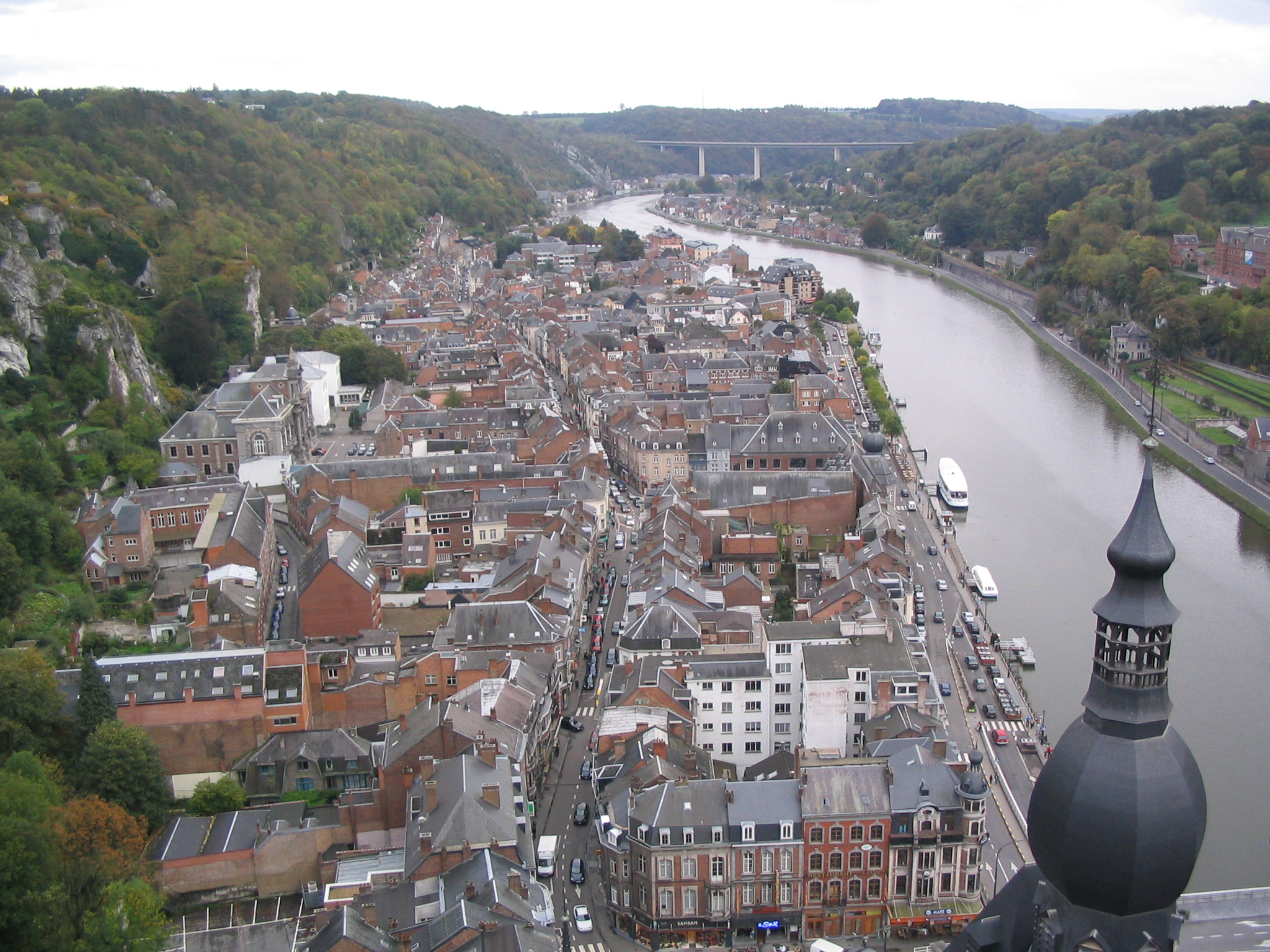
Gezicht op Dinant vanuit de citadel

Het eerste bouwwerk op die locatie dateert van 1051, toen gebouwd in opdracht van prins-bisschop Dietwin van Luik. De stad en citadel werden in 1466 tijdens de Luikse Oorlogen verwoest door Karel de Stoute. Prins-bisschop van Luik Everhard van der Marck breidde in 1530 de citadel bij de herstelling grondig uit, onder meer met een slottoren en een ronde halve toren. Dit bood in de citadel plaats aan 500 soldaten. In 1675 bezetten de Fransen, onder aanvoerder en maarschalk van Frankrijk François de Créquy de stad en gebruikten de citadel als verdedigingsbasis. De citadel werd in 1703 opgeblazen bij de aftocht van de Franse troepen. Krachtens het verdrag van Utrecht van 1713 kwam de locatie terug toe aan de bisschop van Luik. Het laatste bouwwerk werd gebouwd van 1818 tot 1821, uit de periode van het Verenigd Koninkrijk der Nederlanden. Tot de Belgische Revolutie was de citadel de ligplaats van een Nederlands garnizoen. In de Eerste Wereldoorlog, in augustus 1914, vonden er hevige gevechten plaats tussen Duitse en Franse soldaten, in het heden gebruiken we deze citadel om deze tijd te herdenken.

## Bezoek
De bezoeker kan met eigen vervoer tot aan de citadel rijden, of kan vanuit de stad een trap uit 1577 met 408 treden beklimmen. Sinds 1956 kan men ook met een kabelbaan het hoogteverschil overwinnen. Deze werd in 1997 vernieuwd.
Van de citadel, de collegiale kerk en het stadscentrum van Dinant is een miniatuurversie te bezichtigen in het Brusselse miniatuurpark Mini-Europa